# Prefontaine Classic 2025
Il Prefontaine Classic 2025 è stata la 50ª edizione dell'annuale meeting di atletica leggera, nona tappa del circuito Diamond League 2025. presso all'Hayward Field, stadio dell'Università dell'Oregon a Eugene, negli Stati Uniti d'America il 5 luglio 2025.

## Programma
| #  | Orario | Specialità             |
| -- | ------ | ---------------------- |
| 1  | 10:00  | Lancio del martello    |
| 2  | 10:50  | Lancio del disco       |
| 3  | 11:10  | 10000 metri piani      |
| 4  | 12:30  | Salto con l'asta       |
| 5  | 13:04  | 400 metri ostacoli     |
| 6  | 13:12  | 100 metri piani        |
| 7  | 13:43  | 400 metri piani        |
| 8  | 13:55  | Getto del peso         |
| 9  | 14:23  | 200 metri piani        |
| 10 | 14:32  | Miglio (Bowerman Mile) |

| #  | Orario | Specialità          |
| -- | ------ | ------------------- |
| 1  | 11:25  | Lancio del martello |
| 2  | 12:27  | Getto del peso      |
| 3  | 12:35  | 100 metri piani     |
| 4  | 12:38  | Salto in lungo      |
| 5  | 12:44  | 100 metri ostacoli  |
| 6  | 13:20  | 5000 metri piani    |
| 7  | 13:46  | Lancio del disco    |
| 8  | 13:51  | 400 metri piani     |
| 9  | 13:58  | 800 metri piani     |
| 10 | 14:07  | 3000 metri siepi    |
| 11 | 14:44  | 100 metri piani     |
| 12 | 14:50  | 1500 metri piani    |

     Specialità valide per la Diamond League

## Risultati
Di seguito i primi tre classificati di ogni specialità.

### Uomini
| Specialità          | 1º classificato      | Prestazione | 2º classificato    | Prestazione | 3º classificato       | Prestazione |
| 100 m               | Kishane Thompson     | 9"85        | Zharnel Hughes     | 9"91        | Trayvon Bromell       | 9"94        |
| 200 m               | Letsile Tebogo       | 19"76       | Courtney Lindsey   | 19"87       | Alexander Ogando      | 19"94       |
| 400 m               | Matthew Hudson-Smith | 44"10       | Christopher Bailey | 44"15       | Jacory Patterson      | 44"31       |
| Miglio              | Niels Laros          | 3'45"94     | Yared Nuguse       | 3'45"95     | Azeddine Habz         | 3'46"65     |
| 10000 m             | Biniam Mehary        | 26'43"82    | Berihu Aregawi     | 26'43"84    | Selemon Barega        | 26'44"13    |
| 400 m hs            | Alison dos Santos    | 46"65       | Rai Benjamin       | 46"71       | Ezekiel Nathaniel     | 47"88       |
| Salto con l'asta    | Armand Duplantis     | 6,00 m      | Sam Kendricks      | 5,80 m      | Austin Miller         | 5,80 m      |
| Getto del peso      | Joe Kovacs           | 22,48 m     | Roger Steen        | 22,11 m     | Chukwuebuka Enekwechi | 22,10 m     |
| Lancio del disco    | Mykolas Alekna       | 70,97 m     | Ralford Mullings   | 68,98 m     | Daniel Ståhl          | 68,59 m     |
| Lancio del martello | Rudy Winkler         | 83,16 m     | Ethan Katzberg     | 81,73 m     | Mykhaylo Kokhan       | 79,27 m     |

     Prestazione che stabilisce il nuovo record del meeting.

### Donne
| Specialità          | 1º classificato           | Prestazione | 2º classificato     | Prestazione | 3º classificato    | Prestazione |
| 100 m               | Melissa Jefferson-Wooden  | 10"75       | Julien Alfred       | 10"77       | Marie Josée Ta Lou | 10"90       |
| 100 m               | Jacious Sears             | 10"85       | Aleia Hobbs         | 10"90       | Thelma Davies      | 10"96       |
| 400 m               | Sydney McLaughlin-Levrone | 49"43       | Aaliyah Butler      | 49"86       | Isabella Whittaker | 50"81       |
| 800 m               | Tsige Duguma              | 1'57"10     | Prudence Sekgodiso  | 1'57"16 =   | Halimah Nakaayi    | 1'57"80     |
| 1500 m              | Faith Kipyegon            | 3'48"68     | Diribe Welteji      | 3'51"44     | Jessica Hull       | 3'52"67     |
| 5000 m              | Beatrice Chebet           | 13'58"06    | Agnes Jebet Ngetich | 14'01"29    | Gudaf Tsegay       | 14'04"41    |
| 100 m hs            | Ackera Nugent             | 12"32       | Tobi Amusan         | 12"38       | Kendra Harrison    | 12"50       |
| 3000 m siepi        | Winfred Yavi              | 8'45"25     | Faith Cherotich     | 8'48"51     | Peruth Chemutai    | 8'51"77     |
| Salto in lungo      | Tara Davis-Woodhall       | 7,07 m =    | Malaika Mihambo     | 7,01 m      | Claire Bryant      | 6,80 m      |
| Getto del peso      | Chase Jackson             | 20,94 m     | Sarah Mitton        | 20,39 m     | Jaida Ross         | 20,13 m     |
| Lancio del disco    | Valarie Allman            | 70,68 m     | Cierra Jackson      | 67,82 m     | Sandra Elkasević   | 66,97 m     |
| Lancio del martello | Camryn Rogers             | 78,88 m     | Brooke Andersen     | 76,95 m     | DeAnna Price       | 75,35 m     |

     Prestazione che stabilisce il nuovo record del meeting.